# Parathesis
Parathesis es un género  de arbustos pertenecientes a la antigua familia  Myrsinaceae, ahora subfamilia Myrsinoideae de las Primulaceae. Comprende 150 especies descritas y de estas, solo 72 aceptadas.

## Descripción
Son árboles y arbustos; las ramitas jóvenes comúnmente ferrugíneo-tomentosas con tricomas estrellados o dendroides, a menudo glabrescentes; plantas hermafroditas. Hojas con márgenes enteros, crenulados, dentados o serrados, generalmente pálidas y pubescentes en el envés con tricomas estrellados o dendroides, a menudo adpresos y bizonales, a menudo tempranamente glabrescentes o glabras, nervio principal y nervios laterales primarios lisos o impresos en la haz, generalmente elevados en el envés; pecíolos marginados o canaliculados. Inflorescencias axilares o terminales, paniculadas, raramente racemosas, flores 5-meras, pedicelos acrescentes; cáliz pequeño, abierto en yema, comúnmente papiloso-tomentoso, sépalos unidos en la base; corola rotácea, pétalos valvados, unidos en la base, en general angostamente lanceolados, generalmente tomentulosos hacia el exterior, papiloso-tomentosos en el interior al menos a lo largo de los márgenes y el ápice, blancos a rosados; estambres 5, insertados cerca a la base del tubo de la corola, filamentos bien desarrollados, delgados a gruesos, anteras erectas o versátiles, generalmente dorsifijas por encima de la base, sagitadas, lanceoladas a ovadas, agudas, mucronadas, apiculadas u obtusas hacia el ápice, dorsalmente punteadas o epunteadas, amarillas, dehiscencia introrsa o poricida; ovario ovoide o subgloboso, 0.8–1.2 mm de largo, estilo alargado, estigma punctiforme, óvulos pocos a numerosos, generalmente 1 seriados sobre la placenta (a veces 2 a multi-seriados), encerrados o expuestos apicalmente. Frutos generalmente deprimido-globosos, endocarpo crustáceo; semilla 1, embrión cilíndrico, transversal.

## Taxonomía
El género fue descrito por (A.DC.) Hook.f. y publicado en Genera Plantarum 2(2): 645. 1876. La especie tipo es: Parathesis serrulata (Sw.) Mez.

## Especies seleccionadas
| - Parathesis acostensis - Parathesis acuminata - Parathesis acutissima - Parathesis adenanthera - Parathesis agostiniana - Parathesis cubana (A.DC.) Molinet & M.Gómez, denominada en Cuba y Puerto Rico agracejo - Lista completa de especies |